# Иодид диспрозия(III)
Иодид диспрозия(III) — неорганическое соединение, 
соль диспрозия и иодистоводородной кислоты с формулой DyI3,
тёмно-зелёные кристаллы,
растворяется в воде,
образует кристаллогидрат.

## Получение
- Иодирование металлического диспрозия:

{\displaystyle {\mathsf {2Dy+3I_{2}\ {\xrightarrow {300^{o}C}}\ 2DyI_{3}}}}
- Действие иодида ртути(II) на опилки диспрозия:

{\displaystyle {\mathsf {2Dy+3HgI_{2}\ {\xrightarrow {500^{o}C}}\ 2DyI_{3}+3Hg}}}

## Физические свойства
Иодид диспрозия(III) образует тёмно-зелёные гексагональные гигроскопичные кристаллы.
Образует кристаллогидрат.